# 레오타드

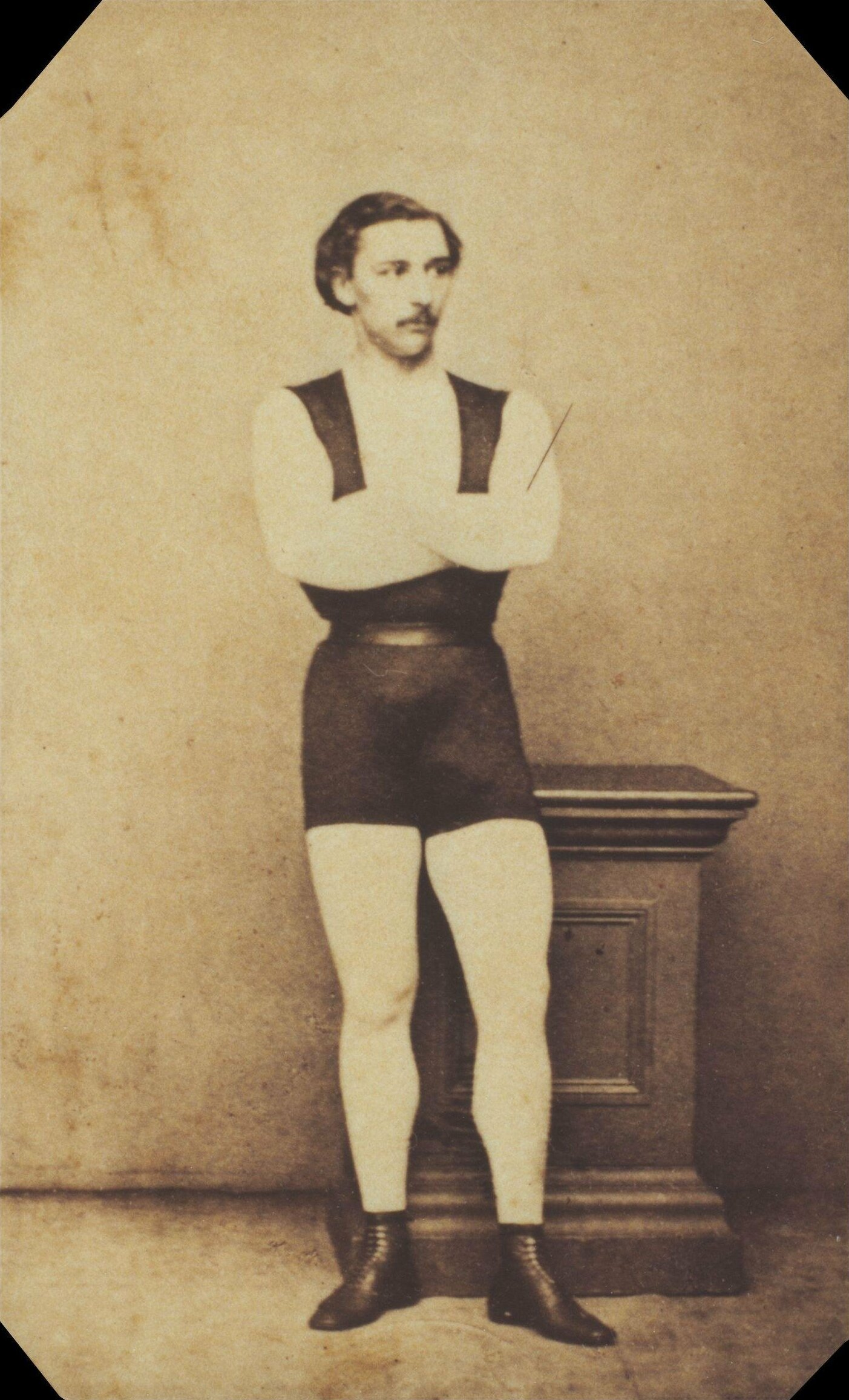
쥘 레오타르의 이미지

레오타드(영어: leotard)는 쥘 레오타드가 개발한 티셔츠와 팬티가 결합된 형태의 의류이다. 주로 스판을 이용하여 만들며 탄력성이 뛰어나 활동성이 좋고 발레나 에어로빅, 체조 등을 할 때 팬티스타킹 위에 입는 용도로 사용된다. 일상생활에서 입을 경우 단독으로 입지 않으며 치마나 바지를 덧입는다.

## 이슈
- 엄정화가 9집 Cum To Me의 음반활동을 할 때 레오타드를 입고 무대에 올라왔다.
- 레이디 가가, 비욘세, 마돈나 등은 무대에 올라올 때 레오타드를 자주 입는다.

## 같이 보기
- 보디 스타킹
- 스판덱스
- 운동복